# Groupe de Poincaré (transformations)
Pour les articles homonymes, voir Groupe de Poincaré.
Le groupe de Poincaré ou symétrie de Poincaré est l'ensemble des  isométries de l'espace-temps de Minkowski. Il a la propriété d'être un groupe de Lie non compact à 10 dimensions. Sa version complète inclut quatre types de symétrie : 
1. les translations (c'est-à-dire les déplacements) dans le temps et l'espace, formant le groupe de Lie abélien des translations sur l'espace-temps ;
2. les rotations dans l'espace, qui forment le groupe de Lie non abélien des rotations tridimensionnelles ;
3. les transformations de Lorentz propres et orthochrones, laissant inchangés le sens du temps et l'orientation de l'espace ;
4. le renversement du temps T et la parité P (renversement des coordonnées d'espace), qui forment un groupe discret (Id ; T ; P ; PT).

Les deux derniers types de symétrie forment les transformations de Lorentz, mais pour former le groupe de Lorentz, il est nécessaire d'y inclure les rotations. Les trois premiers types de symétrie engendrent le groupe de Poincaré restreint, auquel il faut ajouter la parité et le renversement du temps pour obtenir le groupe de Poincaré complet. On dit que les éléments invariants suivant ce groupe satisfont l'invariance de Poincaré ou invariance relativiste.

## Nom
L'éponyme du groupe de Poincaré, est le mathématicien français Henri Poincaré (1854-1912). Le groupe de symétrie est ainsi désigné à la suite d'Eugene Wigner (1902-1995). Le groupe de Poincaré est aussi connu comme le groupe de Lorentz inhomogène,.

## Définition mathématique
En physique et en mathématiques, le groupe de Poincaré est le groupe des isométries d'un espace de Minkowski : c'est le groupe des transformations affines de l'espace-temps de la relativité restreinte qui laissent invariant l'intervalle d'espace-temps.
L'espace de Minkowski est un espace affine (réel et de dimension quatre) muni d'une distance hyperbolique (la métrique de Lorentz). Dans un tel espace, la distance entre deux évènements {\displaystyle X=(x,y,z,c.t)} et {\displaystyle X^{\prime }=(x^{\prime },y^{\prime },z^{\prime },c.t^{\prime })} vérifie :
{\displaystyle d(X,X^{\prime })^{2}=(x-x^{\prime })^{2}+(y-y^{\prime })^{2}+(z-z^{\prime })^{2}-(c.t-c.t^{\prime })^{2}} .
Le groupe de Poincaré est l'ensemble des transformations conservant cette structure, noté {\displaystyle \mathbb {R} ^{3,1}\rtimes \operatorname {O} (3,1)}, qui regroupe les translations, rotations, transformations de Lorentz propres et orthochrones (boost), parité et renversement du temps. Il contient le groupe de Lorentz de la relativité restreinte {\displaystyle \operatorname {O} (3,1)} qui est le groupe orthogonal de la métrique de Lorentz, c'est-à-dire le groupe linéaire des matrices M de taille 4 telles que {\displaystyle ^{t}MI_{3,1}M=I_{3,1}}, où {\displaystyle ^{t}M} est la matrice transposée de M et {\displaystyle I_{3,1}} la matrice associée à la forme de Lorentz :
{\displaystyle I_{3,1}=\left[{\begin{smallmatrix}1&&&\\&1&&\\&&1&\\&&&-1\end{smallmatrix}}\right]}
Pour un quadrivecteur {\displaystyle X} exprimé dans un référentiel inertiel donné, une transformation du groupe de Poincaré, notée  {\displaystyle (\Lambda ,a)}, est une application affine correspondant à un changement de coordonnées de la forme :
{\displaystyle X\mapsto \Lambda X+a}
où la partie vectorielle {\displaystyle \Lambda \in \operatorname {O} (3,1)} est une transformation du groupe de Lorentz (incluant rotation, boost, parité et renversement du temps) et {\displaystyle a\in \mathbb {R} ^{3,1}} est une translation d'espace-temps.

## Remarques techniques
Le groupe de Poincaré est un groupe de Lie, non compact de dimension 10,, produit semi-direct, du groupe des translations par le groupe de Lorentz. Le groupe abélien des translations est un sous-groupe normal alors que le groupe de Lorentz est un sous-groupe, correspondant au stabilisateur d'un point. En d'autres termes, le groupe de Poincaré est le produit semi-direct des translations avec les transformations de Lorentz.
Une autre façon d'introduire le groupe de Poincaré est de le présenter en tant qu'extension de groupe du groupe de Lorentz par une représentation linéaire de celui-ci.
Ses représentations irréductibles et unitaires d'énergie positive sont caractérisées par la masse (nombre réel positif) et le spin (entier ou demi-entier), qui sont aussi associés à des particules en mécanique quantique.
En accord avec le programme d'Erlangen, la géométrie dans un espace de Minkowski est définie suivant le groupe de Poincaré : un espace de Minkowski est considéré comme un espace homogène pour ce groupe.
Le groupe de Poincaré est un groupe symétrique pour toute  théorie relativiste. D'après le théorème de Noether cela implique que toutes les particules élémentaires ont les mêmes invariants associés qui permettent alors de les distinguer, et donc de les désigner : le quadri-moment (c'est-à-dire leur masse) et les nombres quantiques intrinsèques JPC, avec  J représentant le spin, P la parité et C le nombre quantique de symétrie C.

## Algèbre de Poincaré
L'algèbre de Poincaré est l'algèbre de Lie du groupe de Poincaré. En composantes, le crochet de Lie est donné par les relations suivantes :
- {\displaystyle [P_{\mu },P_{\nu }]=0\,}
- {\displaystyle [M_{\mu \nu },P_{\rho }]=\eta _{\mu \rho }P_{\nu }-\eta _{\nu \rho }P_{\mu }\,}
- {\displaystyle [M_{\mu \nu },M_{\rho \sigma }]=\eta _{\mu \rho }M_{\nu \sigma }-\eta _{\mu \sigma }M_{\nu \rho }-\eta _{\nu \rho }M_{\mu \sigma }+\eta _{\nu \sigma }M_{\mu \rho }\,}

où {\displaystyle P} est le générateur de cette translation, {\displaystyle M} est le générateur des transformations de Lorentz et {\displaystyle \eta } est la métrique de Minkowski.

#### Manuels d'enseignement supérieur
- [Gourgoulhon 2010] Éric Gourgoulhon (préf. de Thibault Damour), Relativité restreinte : des particules à l'astrophysique, Les Ulis et Paris, EDP Sciences et CNRS, coll. « Savoirs actuels / physique », mai 2010, 1re éd., 1 vol., XXVI-776, fig., 15,5 × 23 cm (ISBN 978-2-7598-0067-4, EAN 9782759800674, OCLC 690639994, BNF 41411713, SUDOC 14466514X, présentation en ligne, lire en ligne), chap. 8, sect. 8.2 (« Groupe de Poincaré »), p. 263-272.

#### Dictionnaires et encyclopédies
- [Ivanov 1991] (en) A. B. Ivanov, « Poincaré group », dans Michiel Hazewinkel (éd.) et al., Encyclopædia of mathematics [« Encyclopédie des mathématiques »], t. VII : Orbit – Rayleigh equation [« Orbite – équation de Rayleigh »] (trad., mise à jour et annot. de l'Encyclopédie soviétique des mathématiques), Dordrecht, Boston et Londres, Kluwer Academic, hors coll. / mathématiques, juin 1991, 1re éd., 1 vol., IX-506, ill. et fig., 21,6 × 30,5 cm, rel. (ISBN 978-1-55608-006-7 et 978-90-481-8236-7, EAN 9781556080067, OCLC 25310205, BNF 37357904, DOI 10.1007/978-94-015-1237-4, SUDOC 022603107, présentation en ligne, lire en ligne), s.v. Poincaré group [« Groupe de Poincaré »], p. 193.
- [Taillet, Villain et Febvre 2018] Richard Taillet, Loïc Villain et Pascal Febvre, Dictionnaire de physique, Louvain-la-Neuve, De Boeck Supérieur, hors coll. / sciences, janv. 2018, 4e éd. (1re éd. mai 2008), 1 vol., X-956, ill., fig., tabl. et index, 17 × 24 cm, br. (ISBN 978-2-8073-0744-5, EAN 9782807307445, OCLC 1022951339, BNF 45646901, SUDOC 224228161, présentation en ligne, lire en ligne), s.v. groupe de Poincaré, p. 349, col. 2.